# Calophyllum caudatum
Calophyllum caudatum är en tvåhjärtbladig växtart som beskrevs av Kanehira och Hatusima. Calophyllum caudatum ingår i släktet Calophyllum och familjen Calophyllaceae. Inga underarter finns listade i Catalogue of Life.